# Sapogenina

Estructura química de yamogenina, una sapogenina encontrado en alholva

Las sapogeninas son las agliconas, o no-sacáridos, de la familia de productos naturales conocidos como saponinas . 
Las sapogeninas contienen esteroides u otros triterpenos marcos como su función orgánica clave. Por ejemplo, sapogeninas esteroidales como tiggenin, neogitogenin y tokorogenin se han aislado de los tubérculos de Chlorophytum arundinaceum. Algunas sapogeninas esteroidales pueden servir como un punto de partida práctico para la semisíntesis de determinadas hormonas esteroides.